# Ascenseur incliné de Cala Giverola
L'ascenseur incliné de Cala Giverola (en catalan : ascensor inclinat de Cala Giverola) est un ascenseur incliné situé sur le territoire de la commune de Tossa de Mar, dans la comarque de La Selva, dans la province de Gérone, en Catalogne, Espagne. Cet ascenseur incliné a été inauguré en 1988.
Cette installation appartient au Club Hotel Cala Giverola, qui est un complexe de vacances crée par des suisses, il sert à relier le complexe hôtelier à la plage.

## Caractéristiques techniques
La ligne fait 103 m de longueur pour un dénivelé de 43 m avec une pente maximale de 24,2 % et l'écartement des rails est de 900 mm. La ligne est à voie unique, elle possède un seul ascenseur avec une capacité de 25 personnes par voiture et donc 400 passagers par heure et par sens. L'ascenseur va a une vitesse de 1,5 m/s et est tracté par un câble de 20 mm. La station basse est située à 12 m d'altitude et la station haute est située à 55 m d'altitude. Il a été construit par Von Roll.
L'ascenseur incliné de Cala Giverola est assez similaire à celui de Queralt.